# Wyspy Wietnamu
Poniższa lista to zestawienie wysp Wietnamu, uszeregowanych według malejącej powierzchni. Wymienione są wszystkie pojedyncze wyspy o powierzchni powyżej 10 km². Lista nie zawiera archipelagów traktowanych jako całość.
W skład terytorium Wietnamu wchodzi 2773 wysp i wysepek o łącznej powierzchni 1721 km², w tym trzy wyspy o powierzchni powyżej 100 km² – đảo Phú Quốc, đảo Cái Bầu oraz đảo Cát Bà. Powierzchnia 21 wysp mieści się w granicach od 10 do 100 km², w tym dwóch wysp powyżej 50 km².
| Lp.          | Nazwa wyspy   | Powierzchnia (km²) | Zdjęcie | Akwen                    |
| ------------ | ------------- | ------------------ | ------- | ------------------------ |
| > 100 km²    |               |                    |         |                          |
| 1            | đảo Phú Quốc  | 583                |         | Zatoka Tajlandzka        |
| 2            | đảo Cái Bầu   | 190                |         | Zatoka Tonkińska         |
| 3            | đảo Cát Bà    | 163                |         | Hạ Long                  |
| 10 - 100 km² |               |                    |         |                          |
| 4            | đảo Trà Bản   | 76,4               |         | Zatoka Tonkińska         |
| 5            | Côn Đảo       | 57,4               |         | Morze Południowochińskie |
| 6            | hòn Bà        | 45,2               |         | Morze Południowochińskie |
| 7            | hòn Tre       | 38,4               |         | Zatoka Tajlandzka        |
| 8            | đảo Vĩnh Thục | 32,6               |         | Zatoka Tonkińska         |
| 9            | đảo Đồng Rui  | 32,3               |         | Zatoka Tonkińska         |
| 10           | đảo Ba Mùn    | 23,4               |         |                          |
| 11           | đảo Phú Quý   | 18,0               |         | Morze Południowochińskie |
| 12           | đảo Thanh Lân | 16,8               |         | Zatoka Tonkińska         |
| 13           | đảo Cái Lim   | 16,1               |         | Zatoka Tonkińska         |
| 14           | đảo Vạn Cảnh  | 16,1               |         | Zatoka Tonkińska         |
| 15           | đảo Đinh Vũ   | 15,8               |         |                          |
| 16           | đảo Quan Lạn  | 15,7               |         | Zatoka Tonkińska         |
| 17           | đảo Cô Tô     | 15,6               |         | Zatoka Tonkińska         |
| 18           | cù lao Chàm   | 15,0               |         | Morze Południowochińskie |
| 19           | đảo Cái Chiên | 14,0               |         | Zatoka Tonkińska         |
| 20           | đảo Đống Chén | 13,6               |         | Zatoka Tonkińska         |
| 21           | đảo Ngọc Vừng | 12,0               |         | Zatoka Tonkińska         |
| 22           | hòn Rái       | 11,5               |         | Zatoka Tajlandzka        |
| 23           | đảo Thẻ Vàng  | 11,1               |         | Zatoka Tonkińska         |
| 24           | Lý Sơn        | 10,0               |         | Morze Południowochińskie |